# Clubiona kuanshanensis
Clubiona kuanshanensis este o specie de păianjeni din genul Clubiona, familia Clubionidae, descrisă de Ono, 1994.
Este endemică în Taiwan. Conform Catalogue of Life specia Clubiona kuanshanensis nu are subspecii cunoscute.